# Цуканова, Галина Ивановна
Галина Ивановна Цуканова (26 февраля 1942 — 24 ноября 2014), советский и российский ученый, физик-оптик. Кандидат технических наук (1969), старший научный сотрудник, доцент, Лауреат Государственной премии СССР (1986г).

## Биография

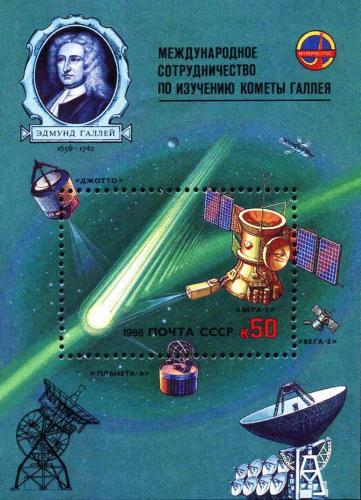

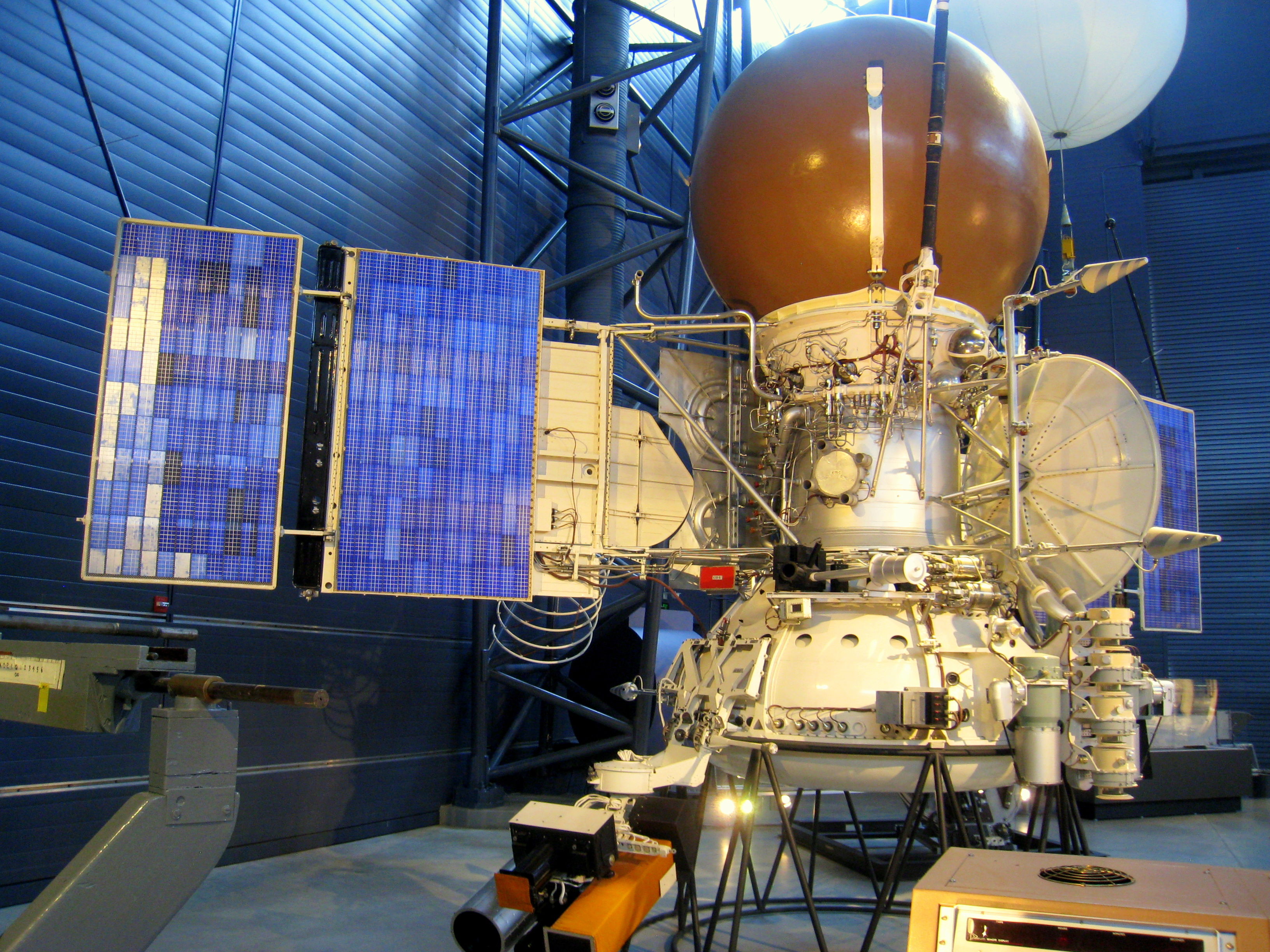

Цуканова (Тихомирова) Галина Ивановна родилась 26 февраля 1942 года в деревне Мануйлово Калининской области. В 1955 году после смерти матери переехала в г.Ленинград, где в 1959 году окончила школу №80 и поступила в Ленинградский институт точной механики и оптики. Цуканова Г.И. окончила ЛИТМО в 1965 г. по специальности "Оптические приборы", получив диплом с отличием. Во время обучения в институте являлась Ленинской стипендиаткой. В 1968 г. после окончания аспирантуры была зачислена на должность инженера кафедры оптико-механических приборов. В 1969 г. ею была защищена диссертация на соискание ученой степени кандидата технических наук по теме "Исследование и расчет астрономических асферических объективов с коррекцией полевых аберраций", научный руководитель - Чуриловский В.Н., д.т.н., профессор.
Цуканова Г.И. на протяжении многих лет работала в ЛИТМО на кафедре теории оптических приборов под руководством профессора Русинова М.М.: инженер НИЧ (1968-70), старший научный сотрудник НИЧ (1970-72), доцент кафедры Теории оптических приборов (с 1972 года; с 1996 года — кафедры Прикладной и компьютерной оптики).
Внесла существенный вклад в разработки международного космического проекта «Вега», возглавив творческую группу сотрудников ЛИТМО, перед которой была поставлена задача создания оптической аппаратуры космического корабля. За участие в проекте награждена Государственной премией СССР (1986 г.). С помощью аппаратуры, созданной творческой группой под руководством Галины Ивановны, были созданы уникальные снимки кометы Галлея.
Автор создания (вместе с Демидов Н.В.) зеркально-линзового объектива (На основе схемы Рихтера-Слефогта с особым близфокальным двулинзовым положительным корректором, из менисковой отрицательной, повернутой вогнутостью к пространству предметов, и двояковыпуклой положительной линз).

## Семья
Отец – Иван Арсеньевич Тихомиров (1907 – 1981), жил и работал слесарем  в дер. Мануйлово Калининской области, в качестве рядового участвовал в Великой Отечественной войне. 
Мать – Александра Васильевна Бабаева (1903 – 1955), жила и работала директором магазина  в дер. Мануйлово Калининской области.
Супруг – Анатолий Анатольевич Цуканов (1938 – 2004), род. в г. Ленинграде в семье капитан-лейтенанта, в 1955 году поступил в военное училище им. Макарова в г. Севастополь, в 1958 г.  перевелся в Ленинградский институт точной механики и оптики  и окончил его  в 1963 году по специальности «Приборы точной механики». В 1975 году защитил кандидатскую диссертацию (к.т.н.). В 1981 г. Цуканову А.А. присвоено ученое звание доцента по кафедре Оптических приборов. С 1978 года по 2004 г. - доцент кафедры Теории оптических систем (Прикладной и компьютерной оптики). Цуканов А.А. - известный специалист в области высокоскоростной киносъемки и оптических приборов.
Дочь  - Ольга Анатольевна Цуканова (род. в 1980 г.) – доктор экономических наук, профессор НИУ ИТМО, ученое звание - профессор. Закончила Санкт-Петербургский государственный институт точной механики и оптики (ТУ) в 2002 г. по специальности «Информационные системы в экономике».

## Научные труды
Научно-исследовательская работа посвящена разработке зеркальных и зеркально-линзовых систем для космических исследований. Является автором более 80 научных работ, из них 17 авторских свидетельств на изобретения и 2 патента.
Некоторые труды:
- Цуканова Г. И., Бахолдин А. В./ Специальные разделы прикладной оптики. — Учебно-методическое пособие.
- Цуканова Г. И., Карпова Г. В., Багдасарова О. В. / Прикладная оптика. Часть 1, 2. Учебно-методическое пособие. — 2013
- Бахолдин А. В.,Романова Г. Э., Цуканова Г. И. / Теория и методы проектирования оптических систем. Часть I. — 2011. — 104 стр.

## Награды
- Лауреат Государственной премии СССР (1986)
- медаль С. П. Королева (1985)[прояснить]
- Медаль «В память 300-летия Санкт-Петербурга» (2004)